# 淀川音吉
淀川 音吉（よどがわ おときち、1842年9月13日（天保13年8月9日） - 1915年（大正4年）2月17日）は、明治時代の大相撲力士。本名：松崎音吉。年寄白玉。讃岐国丸亀（現・香川県丸亀市）出身。

## 人物
数え21 - 22歳ごろに江戸へ出て雷の弟子となったと伝えられ、数え27歳の1868年5月に讃岐川で序ノ口1871年11月に幕下に昇進と比較的早い出世であったがその後幕下に低迷した。1877年頃和田ノ森との対戦で、40回以上の仕切りとなり審判が預かりとしようとしたが、仕切りの形が和田ノ森のほうが良かったということで和田ノ森の勝ちとなったことがある。1878年5月に幕下二段目12枚目の最高位に昇進。
1882年1月年寄二枚鑑札となる。1885年1月限りで年寄専務に。雷の世話になりながら白玉部屋を経営し、十両淀川、小武蔵、のちの幕内白梅を育てた。
1915年2月17日、胃癌のため72歳で死去。